# Václav Neumann (lékař)
Václav Neumann (25. února 1884 Mělník – 21. března 1956 Brno) byl český patolog a bakteriolog, v letech 1945 až 1947 rektor Masarykovy univerzity.

## Život
Narodil se v roce 1884 v Mělníku rodičům Václavovi a Anně. V letech 1895 až 1902 studoval na vyšším gymnáziu v Žitné ulici v Praze. V letech 1902 až 1908 studoval na lékařské fakultě české univerzity v Praze. V letech 1908 až 1909 absolvoval studijní pobyty v Palermu a v Paříži. V roce 1908 byl zároveň zaměstnán u námořní nemocnice v Pule, v letech 1909 až 1910 a opět v letech 1913 až 1914 působil na chirurgické klinice ve Lvově. V letech 1911 až 1913 působil na patologicko-anatomickém ústavu Lékařské fakulty v Praze. V roce 1914 se stal prosektorem a přednostou Státního bakteriologického ústavu v Zadaru. V roce 1918 se habilitoval a začal působit v ústavu pro patologickou anatomii v Záhřebu. V letech 1920 až 1922 byl prosektorem Zemských zdravotních ústavů v Olomouci. V roce 1922 se stal řádným profesorem a přednostou ústavu patologické anatomie Lékařské fakulty Masarykovy univerzity. V letech 1924 až 1926 a opět v letech 1930 až 1931 byl děkanem této fakulty.
Během druhé světové války byl zatčen nejprve v září 1939 a uvězněn na Špilberku. Později byl propuštěn, ale opět byl v Protektorátu zatčen v září 1941, vězněn byl poté ve věznici Pod kaštany. Po konci války obdržel v roce 1945 Československý válečný kříž, v roce 1947 Řád čestné legie a v roce 1954 Řád práce. Ihned po konci války se také v roce 1945 stal rektorem Masarykovy univerzity, když byl instalován do funkce po osvobození; opětovně byl rektorem zvolen pro akademické roky 1945/1946 a 1946/1947. Poté jej ve funkci nahradil matematik Ladislav Seifert. V roce 1955 se stal doktorem věd.
Byl dvakrát ženatý, nejprve s Irmou Wichertovou, v lednu 1923 se pak v Praze oženil s Olgou Kašparovou. Zemřel v březnu 1956 v Brně. Pohřben je na Ústředním hřbitově Brno.